# Etienne Slosse
Etienne Slosse (Antwerpen, 25 februari 1930 - Breendonk, 19 november 1968) was een Belgisch partijmedewerker en politicus van de Vlaams-nationalistische Volksunie.

## Biografie
Etienne Slosse was beroepshalve hoofdinspecteur bij de belastingen. In 1964 gaf hij zijn baan op en kwam hij als vrijgestelde in loondienst van de Volksunie, waar hij reeds de leiding van de begin 1963 opgerichte studiekring had. Slosse was voorzitter van de congrescommissie en bereidde in die hoedanigheid de partijcongressen voor. Hij was tevens secretaris van de partijraad en het partijbestuur, verzorgde de uitgave van een kaderblad, stelde brochures voor de kaderleden en plaatselijke afdelingen samen en werkte mee aan het partijblad. Bij de verkiezingen van 1965 werd hij tot provincieraadslid van Antwerpen verkozen. Hij leidde de VU-fractie in de provincieraad. In 1967 was Slosse samen met Maurits Coppieters oprichter van het Vormingscentrum Lodewijk Dosfel, waarvan hij in 1968 voltijds directeur werd. Hij overleed datzelfde jaar.